# Sassierges-Saint-Germain
Sassierges-Saint-Germain – miejscowość i gmina we Francji, w Regionie Centralnym, w departamencie Indre.
Według danych na rok 1990 gminę zamieszkiwało 386 osób, a gęstość zaludnienia wynosiła 12 osób/km² (wśród 1842 gmin Regionu Centralnego Sassierges-Saint-Germain plasuje się na 766. miejscu pod względem liczby ludności, natomiast pod względem powierzchni na miejscu 304.).